# Hepatica
Hepatica es un género de plantas herbáceas perennes, llamadas comúnmente hepáticas, de la familia de los ranúnculos (Ranunculaceae).
Algunos botánicos incluyen al género Hepatica en una más amplia representación del género Anemone, como Anemone hepatica. Según estudios filogenéticos pueden ser congenéricos.

## Distribución
El área de distribución nativa de este género se extiende en los bosques de las regiones templadas del hemisferio norte, excepto en los más secos, específicamente en América del Norte oriental (Estados Unidos y Canadá), Asia Central, Asia Oriental, Himalaya occidental, Pakistán y Europa.

## Descripción
Son plantas de tamaño pequeño en forma de costras, éstas se encuentran en los bosques húmedos y en cortes de terrenos que se mantienen bajo condiciones muy húmedas y sombrías.
Las raíces de las plantas son laterales del rizoma densas, así mismo, el rizoma es corto.
Los tallos unifloros y vellosos tienen 3 brácteas involucrales verticiladas enteras y muy próximas a la flor, que pueden tomarse por un cáliz.
Hojas basales, simples, pecioladas largas, visible o discretamente de 3 a 5 lóbulos a partidas a medias, margen entero o dentado, de color verde oscuro y coriáceas.
Las flores actinomorfas y escaposas, que crecen de febrero a mayo de colores blanco, púrpura-azulados o rosas; nacen solitarias sobre largos tallos vellosos y sin hojas. Perianto con 1 envuelta de 6-9 piezas petaloideas, libres. Aquenios ovoides numerosos. Estilos no acrescentes ni plumosos en la madurez.
Las flores terminales son bisexuales. Sépalos petaloides. Pétalos ausentes. Estambres numerosos; La forma del gametófito en estas plantas puede ser laminar o estar formado por cauloides y filoides, sus filamentos y sublineales; anteras elipsoide. Pistilos numerosos; ovario 1-ovulado. Estilos persistentes y cortos.
Las mariposas, abejas y escarabajos actúan como polinizadores de esta planta.

## Taxonomía
El género fue descrito por Philip Miller y publicado en The Gardeners Dictionary...Abridged...fourth edition (628), en 1754.

#### Etimología
Hepatica: nombre genérico proveniente del latín hepatĭcus, que a su vez se origina del vocablo griego ἡπατικός (hēpatikós); "relativo al hígado", derivado de ἧπαρ (hêpar) o ἥπατος (hḗpatos); "hígado", aludiendo a la forma de las hojas de tres lóbulos de las plantas del género que se parecen al hígado humano.

## Especies
Comprende 8 especies y 1 híbrido aceptados:
- Hepatica americana (DC.) Ker Gawl., 1819
- Hepatica asiatica Nakai, 1937
- Hepatica falconeri (Thomson) Steward, 1927
- Hepatica henryi (Oliv.) Steward, 1927
- Hepatica insularis Nakai, 1937
- Hepatica maxima (Nakai) Nakai, 1919
- Hepatica nobilis Schreb., 1771
- Hepatica transsilvanica Fuss, 1850

#### Híbridos
- Hepatica × media Simonk., 1887